# Institut d'Aviació de Moscou
Institut d'Aviació de Moscou (rus: Московский авиационный институт , МАИ) és un dels principals instituts d'enginyeria de Moscou, Rússia. Des dels seus inicis, el MAI ha estat la punta de llança dels avenços en tecnologia aeroespacial tant a Rússia com a tot el món. La universitat va posar èmfasi en la formació de laboratori en ciències aplicades i enginyeria, específica per a les demandes de la indústria aeroespacial.
Durant la Segona Guerra Mundial part de la universitat va ser evacuada a Almati, Kazakhstan El personal i els estudiants van continuar treballant en la investigació i la producció en temps de guerra durant tota la guerra. Durant la postguerra, la universitat es va expandir i va assimilar les noves tecnologies durant l'era dels Jet. La investigació realitzada a la universitat va contribuir a anunciar l'era espacial.
La universitat té al seu mèrit més de 160.000 especialistes, 250 dissenyadors en cap de la indústria aeroespacial. 50 Acadèmics de l'Acadèmia Russa de Ciències, 22 cosmonautes, 100 pilots de proves i 60 campions olímpics en diferents esports.
Els antics alumnes de l'institut formen la columna vertebral de moltes empreses russescom Sukhoi, Mikoyan, Ilyushin, Tupolev, Yakovlev, Beriev, Myasishchev, Mil Moscow Helicopter Plant, OAO SP Korolev Rocket and Space Corporation Energia, Lavochkin, Makeyev Rocket Design State Research Bureau i Khrunichev. Production Space Center, NPO Energomash, Almaz-Antey i altres.